# Mitologia maori
A mitologia maori e as tradições maori são duas categorias principais nas quais as lendas do povo maori da Nova Zelândia podem ser divididas. Os rituais, crenças, e visão do mundo da sociedade maori estavam em última análise baseada numa mitologia elaborada, herdada de uma pátria polinésia e desenvolvidas num novo estabelecimento.

## Corpus dos mitos maori

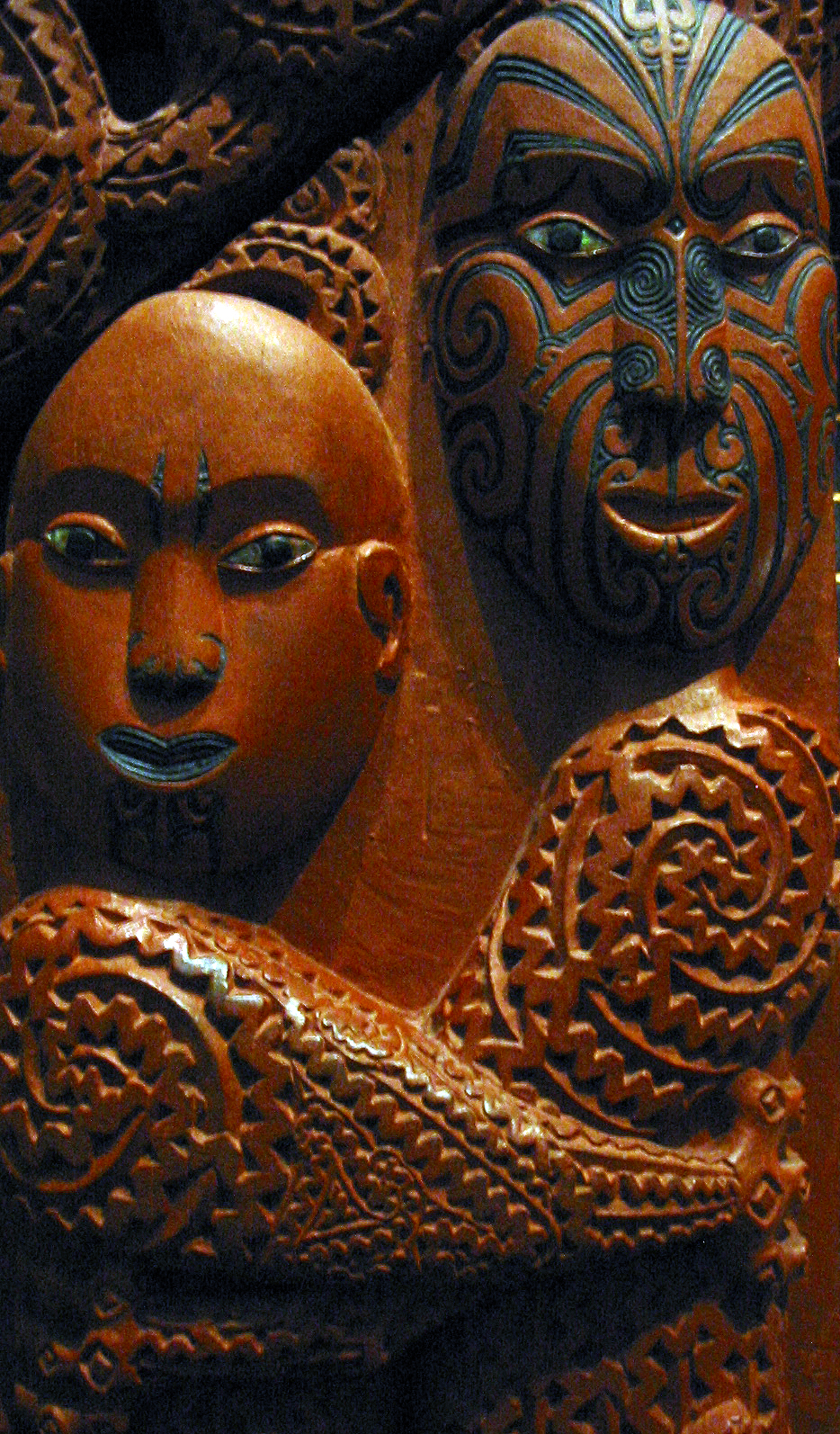
Papa e Rangi abraçados

De acordo com Biggs (1966:448), o corpo principal da mitologia maori, é composto por três ciclos:
- Genealogias cosmogónicas acerca da origem dos deuses e das pessoas
  - Rangi e Papa
  - Hine-nui-te-pō
- O complexo de mitos Māui
  - Māui
  - Irawaru
  - Tinirau e Kae
- O complexo de mitos Tāwhaki
  - Tāwhaki
  - Wahieroa
  - Rātā
  - Matuku-tangotango
  - Tūwhakararo
  - Whakatau